# I Write What I Like
I Write What I Like (vollständige Bezeichnung I Write What I Like: Selected Writings by Steve Biko) ist eine Zusammenstellung von Schriften des südafrikanischen Anti-Apartheid-Aktivisten Steve Biko.
I Write What I Like enthält eine Auswahl von Bikos Schriften vom Jahre 1969 an, als er Präsident der South African Students’ Organisation wurde, bis zum Jahr 1972, als ihm ein Veröffentlichungsverbot auferlegt wurde. Ursprünglich wurde die Sammlung 1978 herausgegeben. Das Buch wurde 2002 neu veröffentlicht.
I Write What I Like zeigt Bikos Überzeugung davon, dass Schwarze in Südafrika nicht befreit werden können, solange sie nicht zusammenhalten, um die Ketten der Sklaverei zu brechen. Dies ist das Schlüssel-Dogma des Black Consciousness Movement, deren Mitbegründer er war.
Die Sammlung wurde von Aelred Stubbs bearbeitet. Das Buch enthält ein Vorwort von Erzbischof Desmond Tutu, eine Einleitung von Malusi und Thoko Mpumlwana, die beide mit Biko im Black Consciousness Movement involviert waren, eine Gedenkschrift über Biko von Pater Aelred Stubbs, der über lange Zeit sein Pastor und Freund gewesen war, sowie ein neues Vorwort von Professor Lewis Gordon.

## Zitat
The most potent weapon in the hands of the oppressor is the mind of the oppressed. – Steve Biko